# West Sussex Championships
Die West Sussex Championships waren offene internationale Meisterschaften im Badminton in England. Sie waren eines der bedeutendsten internationalen Badmintonturniere in der Anfangszeit des Sports und wurden seit den 1920er Jahren ausgetragen. Mit der Ausbreitung des Badmintonsports über alle Kontinente verloren die Titelkämpfe in den 1970er Jahren an internationaler Bedeutung.

## Sieger
| Saison    | Herreneinzel    | Dameneinzel        | Herrendoppel                  | Damendoppel                    | Mixed                           |
| --------- | --------------- | ------------------ | ----------------------------- | ------------------------------ | ------------------------------- |
| vor 1930  | keine Daten     | keine Daten        | keine Daten                   | keine Daten                    | keine Daten                     |
| 1930      |                 |                    | Donald C. Hume Frank Hodge    |                                | Herbert Uber Betty Uber         |
| 1931 1932 | keine Daten     | keine Daten        | keine Daten                   | keine Daten                    | keine Daten                     |
| 1933      |                 |                    | Donald C. Hume Leslie Nichols |                                | Donald C. Hume Betty Uber       |
| 1934      | Ralph Nichols   | Betty Uber         | Donald C. Hume Leslie Nichols | Betty Uber Brenda Speaight     | Donald C. Hume Betty Uber       |
| 1935      | H. E. Baldwin   | Alice Teague       | Donald C. Hume Leslie Nichols | Betty Uber Brenda Speaight     | Donald C. Hume Betty Uber       |
| 1936 1948 | keine Daten     | keine Daten        | keine Daten                   | keine Daten                    | keine Daten                     |
| 1949      | Noel B. Radford | Elisabeth O’Beirne | Tom Wingfield Warwick Shute   | Audrey Stone Betty Uber        | Noel B. Radford Betty Uber      |
| 1950      | David Choong    | Queenie Allen      | David Choong Eddy J. Choong   | Mavis Henderson Mimi Wyatt     | David Choong Queenie Allen      |
| 1951 1955 | keine Daten     | keine Daten        | keine Daten                   | keine Daten                    | keine Daten                     |
| 1956      | C. E. Lawrence  | P. A. Lawrence     | Dick Hashman Ronald Lockwood  | Mimi Wyatt M. Barnett          | Gordon Rowlands Audrey Marshall |
| 1957      | C. E. Lawrence  | Betty Grace        | Peter Alcorn Ciro Ciniglio    | Sylvia Ripley Mavis Henderson  | Peter Alcorn Madge Alcorn       |
| 1958      | Oon Chong Teik  | Sheila Ryder       | Oon Chong Teik Oon Chong Jin  | G. G. Guntrip Sylvia Ripley    | Gordon Rowlands Audrey Marshall |
| 1959 1968 | keine Daten     | keine Daten        | keine Daten                   | keine Daten                    | keine Daten                     |
| 1969      | Ray Sharp       | Margaret Boxall    | Derek Talbot Elliot Stuart    | Margaret Boxall Susan Whetnall | Roger Mills Gillian Perrin      |
| seit 1970 | keine Daten     | keine Daten        | keine Daten                   | keine Daten                    | keine Daten                     |